# Aglaophamus orientalis
Aglaophamus orientalis är en ringmaskart som beskrevs av Fauchald 1968. Aglaophamus orientalis ingår i släktet Aglaophamus och familjen Nephtyidae. Inga underarter finns listade i Catalogue of Life.